# ディロン・トーマス
ディロン・エバレット・トーマス（Dillon Everett Thomas, 1992年12月10日 - ）は、 アメリカ合衆国テキサス州ヒューストン出身のプロ野球選手（外野手）。左投左打。北米独立リーグであるアメリカン・アソシエーションのファーゴ・ムーアヘッド・レッドホークス所属。

## 経歴

### プロ入りとロッキーズ傘下時代
2011年のMLBドラフト4巡目（全体138位）でコロラド・ロッキーズから指名され、プロ入り。契約後、傘下のパイオニアリーグのルーキー級キャスパー・ゴースツでプロデビュー。15試合に出場して打率.328、1本塁打、7打点、2盗塁を記録した。 
2012年はA-級トリシティ・ダストデビルズでプレーし、24試合に出場して打率.214、4打点、6盗塁を記録した。 
2013年はA級アッシュビル・ツーリスツでプレーし、90試合に出場して打率.255、3本塁打、36打点、10盗塁を記録した。
2014年はA-級トリシティとA級アッシュビルでプレーし、2球団合計で50試合に出場して打率.280、3本塁打、19打点、10盗塁を記録した。
2015年はA+級モデスト・ナッツでプレーし、113試合に出場して打率.248、6本塁打、49打点、17盗塁を記録した。
2016年はAA級ハートフォード・ヤードゴーツでプレーし、2球団合計で111試合に出場して打率.289、4本塁打、46打点、13盗塁を記録した。
2017年はA+級ランカスター・ジェットホークス、AA級ハートフォード、AAA級アルバカーキ・アイソトープスでプレーし、3球団合計で98試合に出場して打率.229、7本塁打、41打点、15盗塁を記録した。オフの11月6日にFAとなった。

### 独立リーグ時代
2018年4月25日に独立リーグであるアメリカン・アソシエーションのテキサス・エアーホッグスと契約を結んだ。同球団では80試合に出場して打率.333、13本塁打、54打点、14盗塁を記録した。

### ブルワーズ傘下時代
2018年8月21日にミルウォーキー・ブルワーズとマイナー契約を結んだ。移籍後は傘下のA+級カロライナ・マドキャッツでプレーし、13試合に出場して打率.293、5打点、1盗塁を記録した。
2019年はAA級ビロクシ・シャッカーズでプレーし、131試合に出場して打率.265、13本塁打、71打点、22盗塁を記録した。オフの11月4日にFAとなった。

### マリナーズ時代
2019年12月3日にオークランド・アスレチックスとマイナー契約を結び、2020年のスプリングトレーニングに招待選手として参加することになった。
だが、2020年は新型コロナウイルスの影響でマイナーリーグの試合が開催されなかったため、公式戦の出場は無かった。オフの11月2日にFAとなった。
その後、2021年1月14日にシアトル・マリナーズとマイナー契約を結んだ。シーズンでは5月のマイナーリーグ開幕から傘下のAAA級タコマ・レイニアーズでプレーした。6月8日にメジャー契約を結んでアクティブ・ロースター入りし、メジャーデビューとなった翌9日のデトロイト・タイガース戦では「8番・右翼手」で先発出場し、初安打と初打点を記録した。8月2日にDFAとなり、5日にマイナー契約となった（7月21日から降格していたAAA級タコマにそのまま所属）。オフの11月7日にFAとなった。

### エンゼルス時代
2021年12月14日にロサンゼルス・エンゼルスとマイナー契約を結び、2022年のスプリングトレーニングに招待選手として参加することになった。
2022年は開幕を傘下のAAA級ソルトレイク・ビーズで迎え、6月8日にメジャー契約を結んでアクティブ・ロースター入りした。6月11日にDFAとなった。

### アストロズ傘下時代
2022年6月15日にウェイバー公示を経てヒューストン・アストロズへ移籍し、傘下のAAA級シュガーランド・スペースカウボーイズへ配属された。6月24日にDFAとなった。

### エンゼルス復帰
2022年6月28日にウェイバー公示を経てロサンゼルス・エンゼルスへ移籍した。その後、7月22日にメジャーに昇格するも、8月3日にマイナー降格となり、7日にDFAとなった後、9日にウェイバー公示された。さらに10月14日にFAとなった。

### 独立リーグ時代
2023年4月28日にアメリカン・アソシエーションのファーゴ・ムーアヘッド・レッドホークスと契約を結んだ。

## 詳細情報

### 年度別打撃成績
| 年 度    | 球 団    | 試 合 | 打 席 | 打 数 | 得 点 | 安 打 | 二 塁 打 | 三 塁 打 | 本 塁 打 | 塁 打 | 打 点 | 盗 塁 | 盗 塁 死 | 犠 打 | 犠 飛 | 四 球 | 敬 遠 | 死 球 | 三 振 | 併 殺 打 | 打 率 | 出 塁 率 | 長 打 率 | O P S |
| -------- | -------- | ----- | ----- | ----- | ----- | ----- | -------- | -------- | -------- | ----- | ----- | ----- | -------- | ----- | ----- | ----- | ----- | ----- | ----- | -------- | ----- | -------- | -------- | ----- |
| 2021     | SEA      | 4     | 9     | 9     | 2     | 1     | 0        | 0        | 0        | 1     | 2     | 0     | 0        | 0     | 0     | 0     | 0     | 0     | 7     | 0        | .111  | .111     | .111     | .222  |
| 2022     | LAA      | 8     | 14    | 11    | 1     | 1     | 0        | 0        | 0        | 1     | 0     | 0     | 0        | 0     | 0     | 2     | 0     | 1     | 6     | 0        | .091  | .286     | .091     | .377  |
| MLB：2年 | MLB：2年 | 12    | 23    | 20    | 3     | 2     | 0        | 0        | 0        | 2     | 2     | 0     | 0        | 0     | 0     | 2     | 0     | 1     | 13    | 0        | .100  | .217     | .100     | .317  |

- 2022年度シーズン終了時

### 背番号
- 27（2021年）
- 39（2022年 - 同年途中）
- 10（2022年途中 - 同年終了）